# Friedrich Karl Ludwig von Römer
Friedrich (Fritz) Karl Ludwig von Römer (* 10. Juni 1874 in Neumark (Vogtland); † 1. November 1953 in Dissen am Teutoburger Wald, Ortsteil Erpen) war ein deutscher Amtshauptmann.

## Leben und Wirken
Er stammte aus dem sächsischen Adelsgeschlecht von Römer und war der Sohn von Julius Friedrich Ferdinand von Römer auf Neumark und der Freiin Thusnelde Luise Wilhelmine Sophie von Römer geborene Freiin von Fritzsch. Er schlug eine juristische Ausbildung ein und trat in den königlich-sächsischen Staatsdienst ein, wo er zum Regierungsamtmann ernannt und in Werdau eingesetzt wurde. Am 1. August 1932 wurde er Amtshauptmann in Zwickau. Am 3. Oktober 1935 wurde Horst Laube als neuer Amtshauptmann in Zwickau eingeführt.
Nach der Besetzung Neumarks durch die sowjetische Militäradministration wurde er mit seiner Familie vertrieben und auf die Insel Rügen deportiert. Das Rittergut Neumarkt wurde im Zuge der Bodenreform enteignet.

## Familie
Verheiratet war er seit 22. Juni 1913 mit Freiin Elisabeth geborene von Beschwitz aus Greifendorf.